# Marcia Mae Jones
Marcia Mae Jones (1 de agosto de 1924 – 2 de septiembre de 2007) fue una actriz de cine y televisión estadounidense cuya prolífica carrera abarcó 57 años.

## Primeros años
Jones era la menor de los cuatro hijos de la actriz Freda Jones. Sus tres hermanos, Margaret, Macon y Marvin Jones, eran también niños actores. Su relación era tensa por su desigual estatus en el mundo del cine. "Oía constantemente: 'Tienes que estar callada; Marcia Mae tiene que aprenderse sus líneas'. Era Marcia Mae esto y Marcia Mae lo otro. De ahí venían los celos de mis hermanos. Me culpaban por ello, cuando era mi madre quien lo hacía".

## Carrera
Jones debutó en el cine a la edad de dos años en la película de 1926 Mannequin. Apareció en películas como King of Jazz (1930), Street Scene (1931),  y Night Nurse  (1931) antes de alcanzar el estrellato infantil en los años 30 con papeles en The Champ (1931) y, junto a Shirley Temple en Heidi (1937) y The Little Princess] (1939). También protagonizó películas como The Garden of Allah (1936), These Three (1936) y The Adventures of Tom Sawyer (1938). En la película de 1937 Mountain Justice interpretó el papel de Bettie Harkins, visto en TCM.
Jones se convirtió en una adolescente rubia, de ojos grandes y aspecto saludable, y trabajó sin descanso en el cine hasta el final de su adolescencia. Apareció en First Love, en apoyo de Deanna Durbin. En 1940, Monogram Pictures la contrató para coprotagonizar junto a Jackie Moran unos cuantos romances rústicos; cuando esta serie caducó, tanto Jones como Moran se unieron a la popular serie de acción y comedia de Monogram protagonizada por Frankie Darro.
De joven, siguió trabajando en el cine, sobre todo en Nine Girls (1944) y Arson, Inc. (1948). Como muchas otras caras conocidas de los años cuarenta, apareció en numerosos programas de televisión. En 1951 apareció como cómica de Buster Keaton en la serie de televisión filmada por éste. Posteriormente trabajó en series de gran audiencia como The Cisco Kid, The Adventures of Wild Bill Hickok, The George Burns and Gracie Allen Show, Peyton Place y General Hospital. Su último papel importante fue en la película de Barbra Streisand The Way We Were en 1973.
Jones estuvo casada con Robert Chic y tuvo dos hijos con él. Su segundo matrimonio fue con el guionista de televisión Bill Davenport.

## Muerte
El 2 de septiembre de 2007, Jones falleció en Woodland Hills, California, por complicaciones de una neumonía. Tenía 83 años.

## Filmografía parcial
| - Mannequin (1926) - Joan Herrick de bebe (sin acreditar) - Smile, Brother, Smile (1927) - The Bishop Murder Case (1929) - Niña hambriento en el parque (sin acreditar) - King of Jazz (1930) - Dama de honor ('My Bridal Veil') (sin acreditar) - Night Nurse (1931) - Nanny Ritchey (sin acreditar) - Street Scene (1931) - Mary - joven (acreditar) - The Champ (1931) - Mary Lou Carleton - What Price Hollywood? (1932) - Niña de las flores en la boda (sin acreditar) - Birthday Blues (1932, Cortometraje) - Chica con silbato - Employees' Entrance (1933) - Niña de las flores en la boda (sin acreditar) - Mush and Milk (1933, Cortometraje) - Huérfana (como Our Gang) - Doctor Bull (1933) - Ruth - colegiala (sin acreditar) - Imitation of Life (1934) - Compañera de clase de Peola (sin acreditar) - The County Chairman (1935) - Colegiala (sin acreditar) - A Dog of Flanders (1935) - Joven en la fiesta (sin acreditar) - This Is the Life (1935) - Chica en pícnic (sin acreditar) - Esos tres (1936) - Rosalie - Gentle Julia (1936) - Patty Fairchild (sin acreditar) - The Garden of Allah (1936) - Chica del convento #1 (sin acreditar) - Two Wise Maids (1937) - Geraldine 'Jerry ' Karns - Mountain Justice (1937) - Bethie Harkins - The Life of Emile Zola (1937) - Helen Richards - Heidi (1937) - Klara Sesemann - Lady Behave! (1937) - Patricia Cormack - The Adventures of Tom Sawyer (1938) - Mary Sawyer - Mad About Music (1938) - Olga - Barefoot Boy (1938) - Pige Blaine | - The Little Princess (1939) - Lavinia - The Flying Irishman (1939) - Adolescente posando para una fotografía (sin acreditar) - First Love (1939) - Marcia Parker - Meet Dr. Christian (1939) - Marilee - Tomboy (1940) - Pat Kelly - Anne of Windy Poplars (1940) - Jen Pringle - Haunted House (1940) - Mildred 'Millie' Henshaw - The Old Swimmin' Hole (1940) - Betty Elliott - Nice Girl? (1941) - Jane's Friend at Benefit - The Gang's All Here (1941) - Patsy Wallace - Let's Go Collegiate (1941) - Bess Martin - Secrets of a Co-Ed (1942) - Laura Wright - The Youngest Profession (1943) - Vera Bailey - Nobody's Darling (1943) - Lois - Top Man (1943) - Erna Lane - Nine Girls (1944) - Shirley Berke - Lady in the Death House (1944) - Suzy Kirk Logan - Snafu (1945) - Martha - Street Corner (1948) - Lois Marsh - Trouble Preferred (1948) - Virginia Evans - Tucson (1949) - Polly Johnson - Arson, Inc. (1949) - Betty - secretaria de Fender - The Daughter of Rosie O'Grady (1950) - Katie O'Grady - Hi-Jacked (1950) - Jean Harper - Chicago Calling (1951) - Peggy - The Star (1952) - Camarera (sin acreditar) - Live a Little, Love a Little (1968) - Mujer #1 (sin acreditar) - Rogue's Gallery (1968) - Mrs. Hassanover - The Way We Were (1973) - Peggy Vanderbilt - The Spectre of Edgar Allan Poe (1974) - Sarah |

## Lectura adicional
- Dye, David (1988). Child and Youth Actors: Filmography of Their Entire Careers, 1914-1985. Jefferson, NC: McFarland. p. 119. ISBN 978-0-8995-0247-2.